# Steinmetz-Marsch
Der Steinmetz-Marsch (Armeemarsch II, 197 (HM II, 73)) ist ein preußischer Militärmarsch des Komponisten Carl Bratfisch aus dem Jahr 1867. Bratfisch, der zu dieser Zeit Musikmeister beim Königlich Preußischen 58. Infanterie-Regiment in Glogau war, komponierte den Marsch in Erinnerung an den preußischen Sieg in der Schlacht bei Skalitz am 28. Juni 1866. Bratfisch hatte selbst an dem Feldzug teilgenommen.
Benannt wurde der Marsch nach Karl Friedrich von Steinmetz, 1866 Oberst des Königlich Preußischen Füsilier-Regiments 37 in Posen, der als kommandierender General als Sieger der Schlacht gilt.